# Ведьмины мётлы

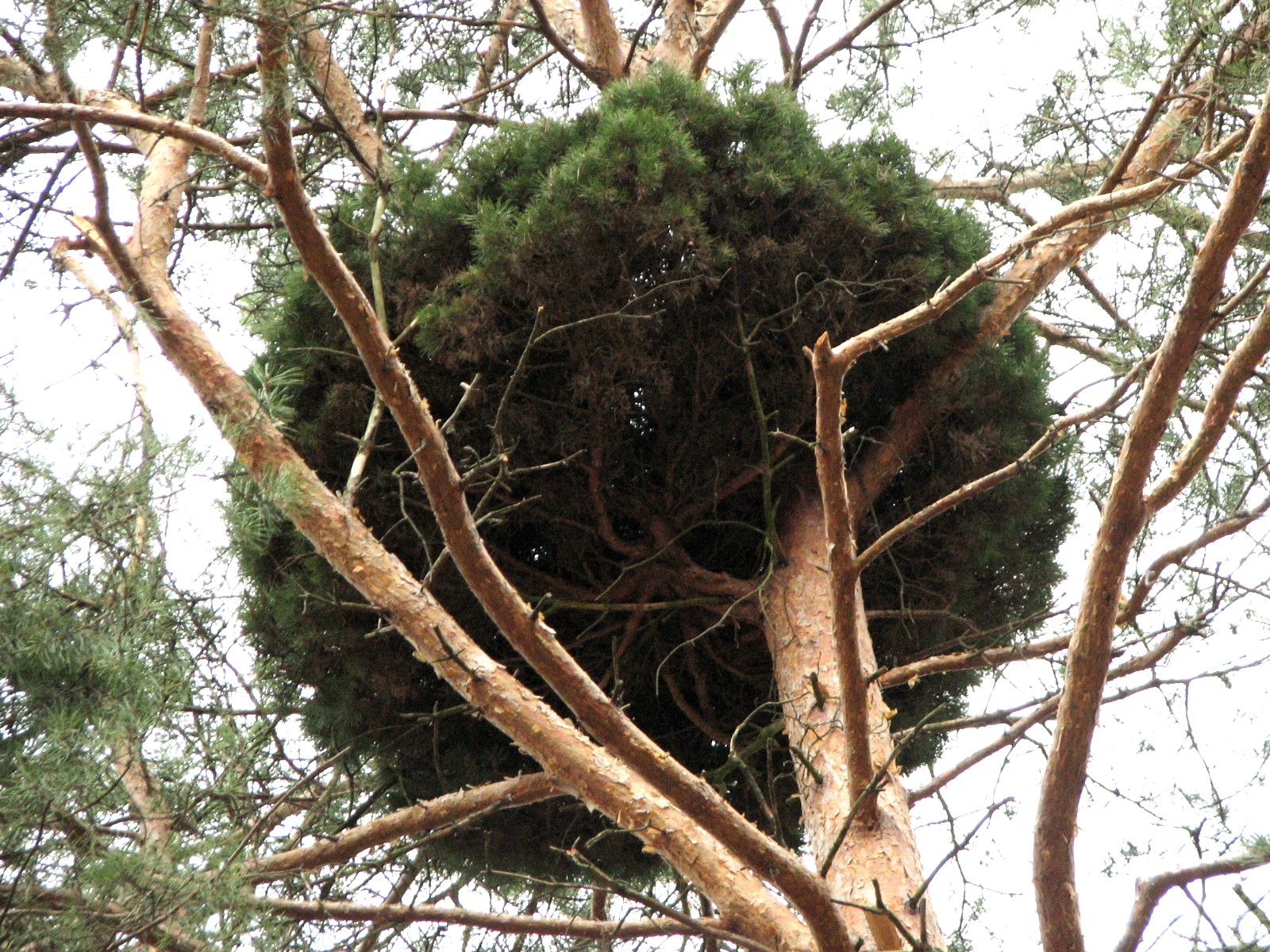
Ведьмина метла на сосне обыкновенной

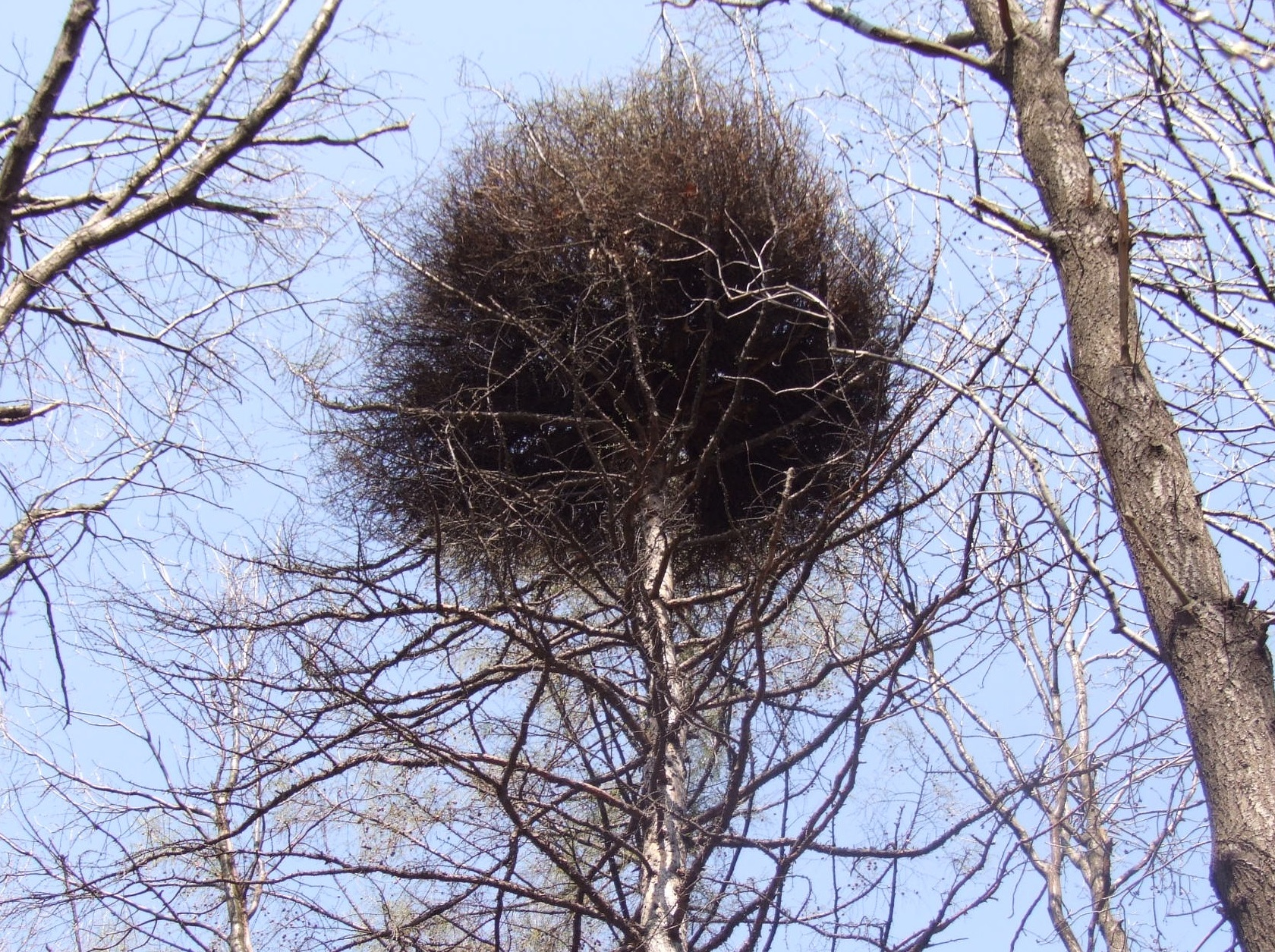
Ведьмина метла на лиственнице европейской

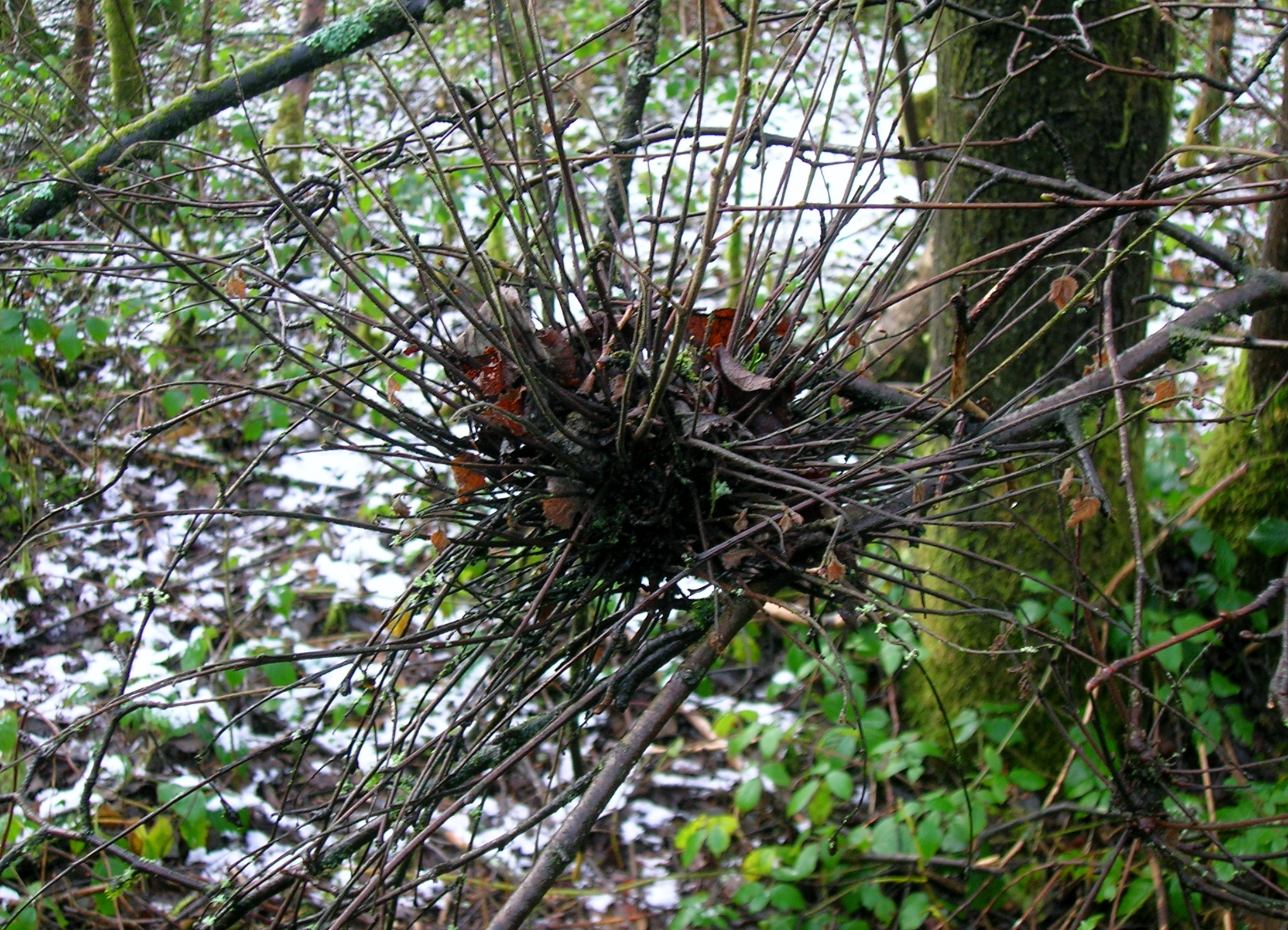
Ведьмина метла на берёзе

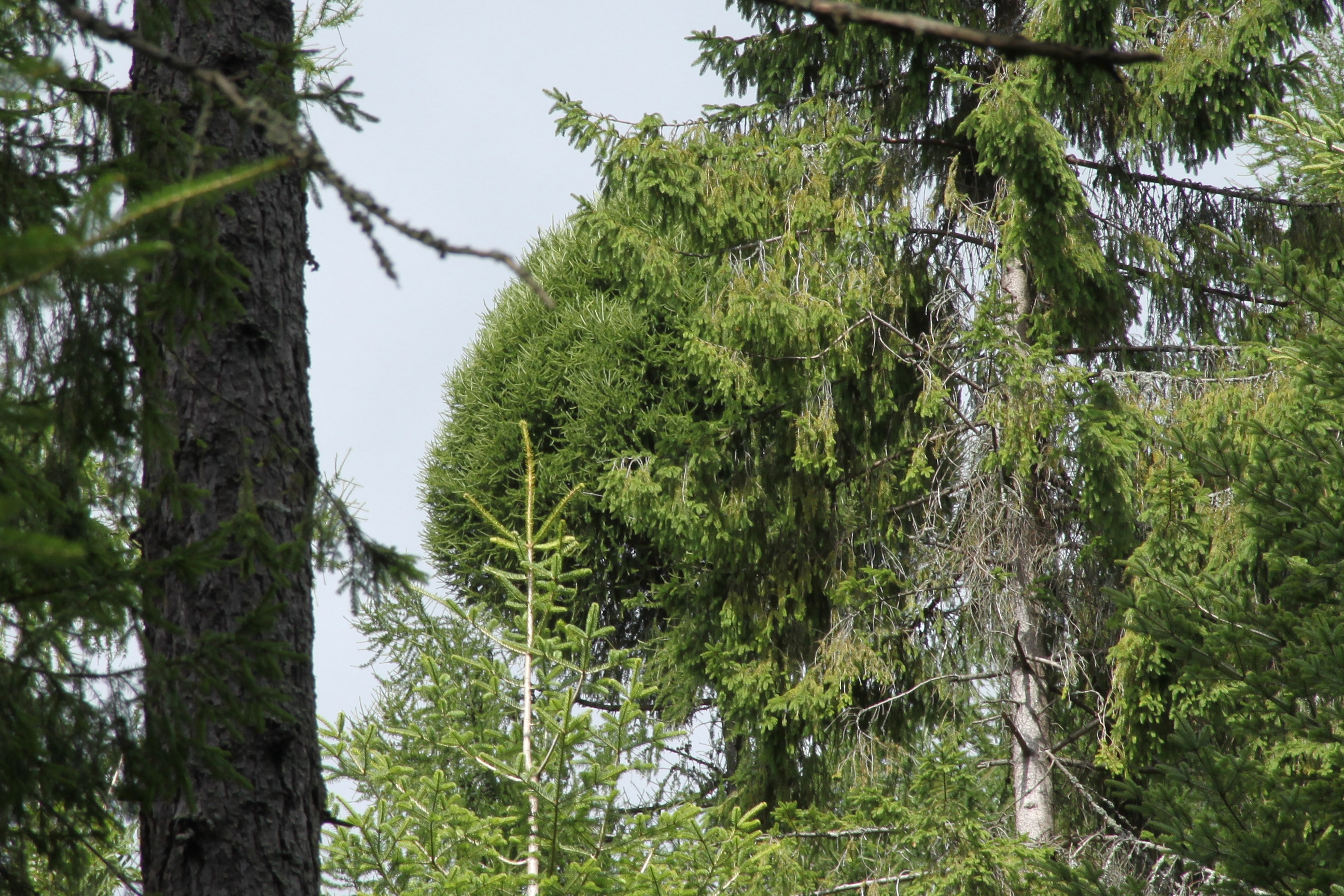
Ведьмина метла на ели обыкновенной

Ве́дьмины мётлы (вихорево гнездо, громовая метла, ведьмино помело) — фрагменты кроны растения с аномальным морфогенезом. Часто рассматривается как болезнь растения, проявляющаяся образованием многочисленных тонких побегов, чаще бесплодных, прорастающих из спящих почек. Обильное ветвление приводит к образованию множества укороченных ветвей с недоразвитыми листьями, которые часто формируют плотные скопления в виде шара или бесформенные. Причинами их возникновения являются соматические мутации и различные патологии. Дерево с ведьминой метлой представляет собой химеру.

## Описание
Это явление встречается практически у всех древесных растений, однако вопрос о его природе до сих пор окончательно не решён. Классическая точка зрения, отраженная в учебниках по лесной фитопатологии, состоит в том, что ведьмина метла имеет патологическое происхождение и вызывается различными видами ржавчинных грибов. Результатом жизнедеятельности гриба является аномальное разрастание тканей побега и изменение характера морфогенеза. Патогеном, вызывающим образование ведьминой метлы, могут быть также и различные микроорганизмы, например, микоплазмы. Ведьмины мётлы вишни, сливы, берёзы могут вызываться отдельными видами аскомицетов, бука — грибами рода Тафрина (Taphrina); на картофеле — вирусами.
По другой версии, причина кроется в поражении растения особыми группами бактерий — фитоплазмами (англ. Phytoplasma). Переносчиками фитоплазм служат насекомые. Попав при их помощи в организм растения, бактерии препятствуют его нормальному развитию, и в результате оно становится способным образовать лишь рудиментарные листья вместо цветов. Отныне инфицированное растение служит только распространению бактерий. Причиной прекращения нормального развития цветков оказался выделяемый фитоплазмами белок SAP54. Его структура весьма похожа на строение некоторых белков растения, в результате чего белки растений связываются с SAP54 и уже не могут выполнять свою функцию, связанную с образованием цветка. Сходство можно объяснить общим эволюционным происхождением двух белков, но исследователи склоняются к тому, что бактериальный белок стал похожим на растительный постепенно, в ходе приспособления паразитических бактерий к организму растения-хозяина.
Кроме явно патологических, встречаются и принципиально иные ведьмины мётлы. Они отличаются нормальной жизнеспособностью, высокой долговечностью, спорадическим распространением и полным отсутствием каких-либо патогенов или следов их жизнедеятельности; поэтому, возможно, являются соматическими мутациями. Мутации представляют собой структурные изменения генотипа и являются основой наследственной изменчивости. Поэтому они играют решающую роль в видообразовании и выведении сортов.
Некоторые клоны ведьминых мётел хвойных растений используются в селекционных программах и создании декоративных сортов, так как отличаются ценными свойствами: высокой жизнеспособностью, замедленным ростом, скороплодностью, обильным плодоношением. В семенном потомстве ведьминых мётел, полученном от разных видов хвойных (Larix sibirica Ledeb., Picea obovata Ledeb., Pinus sibirica Du Tour, Pinus sylvestris L. и др.), происходит расщепление — часть сеянцев имеет обычный для данного вида хвойных габитус, а другая часть сеянцев становится обильно ветвящимися карликами.
У растений сосны обыкновенной с ведьминой метлой число геномных и хромосомных мутаций выше, чем у нормальных деревьев. Деревья с «ведьминой метлой» в отдельных случаях содержат триплоидные и тетраплоидные клетки. В митозе отмечены отстающие и хаотически расходящиеся хромосомы, мосты, с-митоз. Сосны с ведьминой метлой отличается ещё большей активностью ядрышкообразующих зон, а также нарушением структуры и функций ядрышек в интерфазных ядрах. Были обнаружены аномальные формы ядрышек и так называемое «остаточное ядрышко» в метафазе митоза. Подобные аномалии описаны у древесных растений в зоне Чернобыля. Они могут возникать под действием каких-либо стрессовых факторов.

## В культуре
Ведьмины мётлы связаны с различными мифами и поверьями.
По одной из версий название «ведьмины мётлы» возникло, поскольку считалось, что ведьмы насылают их на деревья, чтобы повредить владельцу сада.
Ведьмины мётлы упоминаются в романе Дудинцева «Белые одежды».

«Вихорево гнездо» также описывается в романе П. П. Мельникова-Печерского «В лесах» под видом народного суеверия: 
«Когда ветры небесные вихрями играют перед лицом Божиим, заигрывают они иной раз и с видимою тварию — с цветами, с травами, с деревьями. Бывает, что, играя с березой, завивают клубом тонкие верхушки её… Это и есть „вихорево гнездо“. <…> Возьми ты это „вихорево гнездо“ и носи его на себе не снимаючи. Не убоишься тогда ни сильного, ни богатого, ни князя, ни судии, ни иной власти человеческой». 